# Dmitrij Sjujskij

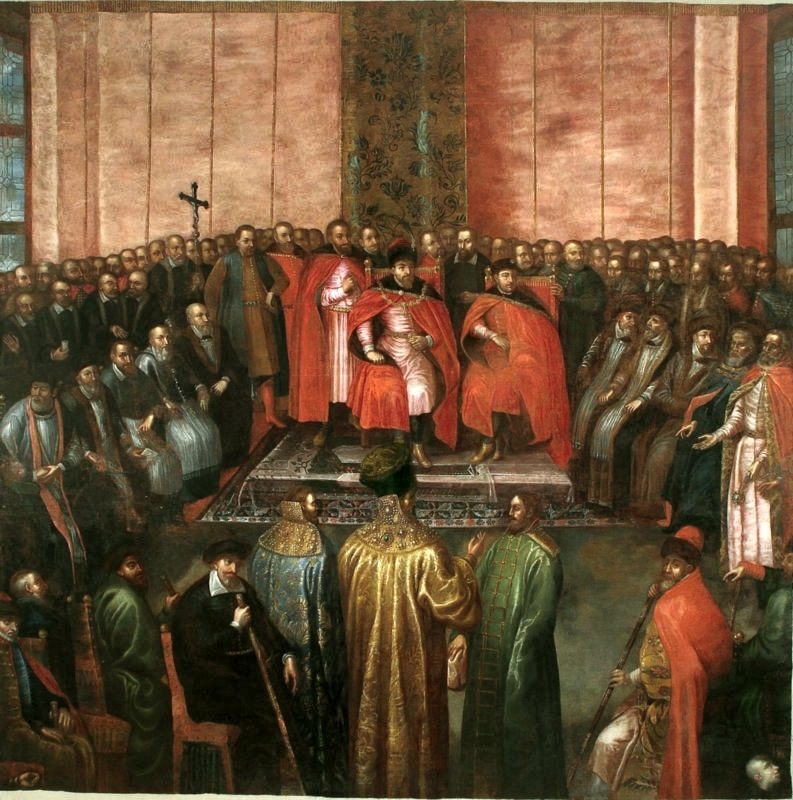
Stanislaw Żółkiewski visar upp den tillfångatagade Dmitrij Sjujskij för kung Sigismund och den tonåriga prins Vladislav år 1611 i parlamentet, enligt Thomas Dolabella från samlingen i slottet Pidhirtsi.

Dmitrij Ivanovitj Sjujskij (ryska: Дмитрий Иванович Шуйский), född omkring 1560, död 1612, var en rysk furste och krigare. 
Sjujskij härstammande från furstarna av Suzdal, deltog i tsarevitj Fjodor Ivanovitjs fälttåg och resor, blev 1586 vojvod av Kargopol, men förvisades 1587 till Sjuja (i guvernementet Vladimir) av Boris Godunov, med vilken han sedan försonade sig och vars svägerska han äktade. 
År 1606 deltog Sjujskij i sammansvärjningen mot den falske Dmitrij och förde befälet i flera drabbningar med polackerna, vilka han endast en gång lyckades besegra, under det att hans unge släkting, den i folkvisan besjungne Michail Skopin-Sjujskij, gick från seger till seger. Då denne dött efter ett gästabud hos Sjujskij, misstänktes denne av folket för giftmord och blev så impopulär, att Stanisław Żółkiewski mäktade besegra moskoviterna i slaget vid Klusjino 1610. Han dog i polsk fångenskap. En äldre bror till honom, Vasilij Ivanovitj Sjujskij, var tsar.